# Abdollah Entezam
Abdullah Entezam-Saltaneh (né en 1895 à Téhéran et mort en mars 1983), aussi appelé de façon plus simple Abdollah Entezam, est un homme politique iranien, ambassadeur et ministre des affaires étrangères.

## Biographie
Abdullah Entezam-Saltaneh est, comme son frère cadet, Nasrollah Entezam, le fils d'Entezam as-Saltaneh, diplomate iranien. Sa mère était Khorshid Khanum Ghaffari, une petite-fille de Mirza Ali Khan Amin al-Dowleh. Selon Marvin Zonis, il est non pas né en 1895, mais en 1907.
Abdullah fréquente tout d'abord les Allemands de l'École Technique à Téhéran, le Dar-ol Fonoun et étudie ensuite à l'École des Sciences Politiques de Téhéran. Il rejoint ensuite le ministère des affaires étrangères de l'Iran. Son premier emploi à l'étranger le conduit à l'ambassade iranienne à Washington. D.C.. Il épouse aux États-Unis une jeune femme d'une prestigieuse famille américaine. Mais le mariage ne dure pas longtemps, et Entezam divorce, avant d'être rappelé en Iran. Ses autres postes se trouvent dans les ambassades iraniennes à Berne, Prague, Paris, Stuttgart, et plus tard à Bonn. En 1946, il rencontre Amir Abbas Hoveyda et Hassan Ali Mansour à l'ambassade iranienne de Stuttgart occupé. Le 17 février 1950, il soumet au gouvernement de Konrad Adenauer son accréditation diplomatique.
En 1951, de retour en Iran pour quelques mois, Abdullah Entezam travaille au ministère des affaires étrangères dans le Cabinet du premier Ministre Hossein Ala', sous le premier gouvernement iranien de l'industrie Pétrolière nationalisée. Le mandat d'Ala' prend fin deux mois plus tard, car son action au gouvernement est sabotée par Mohammad Mossadegh, avec le soutien des députés du Front National. Le successeur d'Ala' est Mossadegh. Après la chute de Mossadegh en août 1953, Abdullah Entenzam devient ministre des affaires étrangères dans le cabinet du nouveau premier Ministre, Fazlollah Zahedi.
En 1956, il quitte le ministère des affaires Étrangères et devient directeur de la National Iranian Oil Company. Le plus important membre de son personnel est, en 1958, Amir Abbas Hoveyda, le futur premier Ministre de l'Iran, qui quitta ensuite la NIOC. Il aida Hoveida à gravir les échelons de la hiérarchie gouvernementale et l'initia à la franc-maçonnerie.
Franc-maçon, Entezam est aussi soufi, ce qui est pour lui, selon Abbas Milani, indissociable de la diplomatie. Il est l'un des fondateurs de la loge "Mehr" à l'Orient de Téhéran sous juridication de la Grande loge d'Allemagne, puis cofondateur en 1960 de la Grande Loge Indépendante d'Iran, avant de devenir plus tard le Grand-maître de la Grande Loge Indépendante d'Iran. Il cesse ses activités maçonniques après la mort d'Hassan Taghizadeh au début des années 1970.
Après les émeutes de juin 1963, Entezam, ainsi que quatre autres homme politiques chevronnés vont voir le chah Mohammad Reza Pahlavi et critiquent l'action forte du gouvernement. Ils exigent le renvoi du premier ministre Asadollah Alam et une réponse aux revendications des manifestants. Alam reste premier ministre. Pour cela, il licencie Entezam en tant que directeur de la NIOC.
Ce n'est qu'en 1978 qu'il revient sur la scène politique. En pleine révolution, lors d'un entretien entre le Shah Mohammed Reza Pahlavi, le Shah propose à Entezam le poste de premier Ministre. À 83 ans, Entezam refuse, et propose à sa place, Gholam Hossein Sadighi. Le chah Mohammad Reza Pahlavi nomme cependant Entezam au conseil privé, qui, en cas d'absence du monarque, se doit d'intervenir à sa place.
La fin de sa vie est moins connue : il semble avoir été arrêté puis relâché par le nouveau régime, ce qu'infirment d'autres sources, qui disent que rien ne lui arriva, contrairement à son frère. Il meurt au printemps 1983.